# Gömör és Kis-Hont
Gömör és Kis-Hont est un ancien comitat de la Grande Hongrie, au sein de l'Autriche-Hongrie, aujourd'hui en Slovaquie.